# Elymus africanus
Elymus africanus är en gräsart som beskrevs av Áskell Löve. Elymus africanus ingår i släktet elmar, och familjen gräs.
Artens utbredningsområde är Etiopien. Inga underarter finns listade i Catalogue of Life.